# Haquira
Haquira es una localidad situada en el distrito homónimo, en la provincia de Cotabambas, departamento de Apurímac, Perú. Según el censo de 2017, tiene una población de 3418 habitantes.
Está ubicada a una altitud de 3698 metros sobre el nivel del mar.

## Clima
| Parámetros climáticos promedio de Haquira | Parámetros climáticos promedio de Haquira | Parámetros climáticos promedio de Haquira | Parámetros climáticos promedio de Haquira | Parámetros climáticos promedio de Haquira | Parámetros climáticos promedio de Haquira | Parámetros climáticos promedio de Haquira | Parámetros climáticos promedio de Haquira | Parámetros climáticos promedio de Haquira | Parámetros climáticos promedio de Haquira | Parámetros climáticos promedio de Haquira | Parámetros climáticos promedio de Haquira | Parámetros climáticos promedio de Haquira | Parámetros climáticos promedio de Haquira |
| Mes                                       | Ene.                                      | Feb.                                      | Mar.                                      | Abr.                                      | May.                                      | Jun.                                      | Jul.                                      | Ago.                                      | Sep.                                      | Oct.                                      | Nov.                                      | Dic.                                      | Anual                                     |
| ----------------------------------------- | ----------------------------------------- | ----------------------------------------- | ----------------------------------------- | ----------------------------------------- | ----------------------------------------- | ----------------------------------------- | ----------------------------------------- | ----------------------------------------- | ----------------------------------------- | ----------------------------------------- | ----------------------------------------- | ----------------------------------------- | ----------------------------------------- |
| Temp. máx. media (°C)                     | 17.2                                      | 17                                        | 16.8                                      | 17.4                                      | 17.5                                      | 17                                        | 16.6                                      | 17.7                                      | 18                                        | 19.6                                      | 19.1                                      | 17.8                                      | 17.6                                      |
| Temp. media (°C)                          | 10.2                                      | 10.4                                      | 10.1                                      | 9.6                                       | 8.4                                       | 6.9                                       | 6.5                                       | 7.3                                       | 9                                         | 10.3                                      | 10.3                                      | 10.5                                      | 9.1                                       |
| Temp. mín. media (°C)                     | 3.3                                       | 3.8                                       | 3.5                                       | 1.9                                       | -0.6                                      | -3.2                                      | -3.6                                      | -3.1                                      | 0.1                                       | 1                                         | 1.6                                       | 3.2                                       | 0.7                                       |
| Fuente: climate-data.org                  |                                           |                                           |                                           |                                           |                                           |                                           |                                           |                                           |                                           |                                           |                                           |                                           |                                           |

## Atractivos turísticos
- Ccacca Cárcel, cárcel de piedra[4][5]
- Iglesia San Pedro de Haquira[6]
- Iglesia de San Juan de Llac-Hua[7]